# Clodomiro Picado Twight
Clodomiro Picado Twight, cunoscut sub numele de Clorito Picado, (n. 17 aprilie 1887, San Marcos⁠(d), Departamentul Carazo, Nicaragua – d. 16 mai 1944, San José, Costa Rica) a fost un om de știință de frunte costarican, recunoscut pe plan internațional pentru cercetările și descoperirile sale. Pionier în cercetarea șerpilor și șerpilor otrăvuri, printre realizările sale este inclusă fiind unul dintre precursorii descoperirii
penicilina , pe care a folosit-o pentru tratarea pacienților cu puțin timp înainte de descoperirea oficială a lui Fleming.